# Arabiska öknen

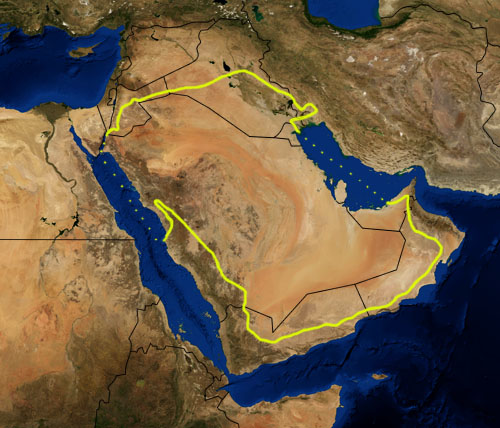
Karta över Arabiska öknens ekoregioner utmarkerade av WWF. Satellitbild från NASA. De gula linjerna utgör gräns för ekoregionen "Arabiska öknen och östra sahero-arabiska xeriska busklanden" ("Arabian Desert and East Sahero-Arabian xeric shrublands"), och två mindre, nära relaterade ekoregioner kallade "Persiska vikens öken och halvöken" och "Röda havets nubo-sindiska tropiska öken och halvöken". Statsgränser visas i svart.

Arabiska öknen är ett stort ökenområde som sträcker sig från Jemen till Persiska viken och Oman och till Jordanien och Irak. Det upptar det mesta av Arabiska halvön med en yta på 2.330.000 kvadratkilometer. Det är en del av den palearktiska ekozonen.
Rub al-Khali i södra delen av Arabiska halvön är världens största öken med enbart sand. Gaseller, oryxer, sandkatter och ödlor är några av de ökenanpassade arter, som lever i detta extrema klimat, där man finner allt från röda dyner till kvicksand. Klimatet är extremt torrt och temperaturen växlar mellan extrem hetta och regelbunden nattkyla. 
Nafud är en sandöken som ligger i Arabiska halvöns norra del och Dahnaöknen är ett smalt sandbälte som binder samman Nafud med Rub al-Khali.
Denna ekoregion har ytterst lite biologisk mångfald, även om vissa endemiska växter växer här. Många arter, såsom den strimmiga hyenan, schakalen och honungsgrävlingen har utrotats från detta område på grund av jakt, inhägning och biotopförstörelse. Andra arter har framgångsrikt återinplanterats, såsom den utrotningshotade vita oryxen och sandgasellen, vilka är skyddade i ett antal reservat. Överbete av boskap, bilkörning utanför vägarna och mänsklig förstörelse av biotopen är de största hoten mot denna ökenekoregion.